# Кедрос
Кедрос (на гръцки: Κέντρος) е планина в централната част на остров Крит, Гърция.
Разположена е югозападно от планинския масив Ида като двете планини ограждат плодородната долина Амари. Кедрос има формата на конус и е изградена предимно от варовикови скали. Най-високият ѝ връх се издига на височина 1777 m.
Планината е прорязана от множество диви клисури и е почти безлесна, единствената растителност е съставена изключително от ниски, сухи храсти. На Кедрос има запазени някои ендемични видове, а също и много диви цветя - лалета, анемонии, т.нар „златно цвете“ (Glebionis segetum), зюмбюли, орхидеи и др. Фауната е представена от богат птичи свят, който гнезди из малките пещери и закътаните склонове на планината - срещат се различни грабливи птици (соколи, белоглави лешояди, скални орли, ястребови орли и др.) Поради това и Кедрос е включена в европейската мрежа на защитените зони Натура 2000.